# Faces And Places Vol. 7
Faces And Places Vol. 7 (también conocido como Jet Propelled Photographs) es un álbum recopilatorio de la banda inglesa de rock psicodélico Soft Machine, editado en 1972.
La mayoría de las canciones fueron re-utilizadas posteriormente:
- «She's Gone» iba a ser el lado A de un sencillo, después aparecido en el compilado Triple Echo (1977)
- «Save Yourself» y «I Should've Known» (bajo el título «Why Am I So Short?») se incluyen en The Soft Machine (1968)
- «That's How Much I Need You Now» y «You Don't Remember» fueron reescritas e incluidas en «Moon In June» (Third, 1970)

## Lista de canciones
1. «That's How Much I Need You Now» (Wyatt)
2. «Save Yourself» (Wyatt)
3. «I Should've Known» (Hopper)
4. «Jet-Propelled Photograph» (Ayers)
5. «When I Don't Want You» (Hopper)
6. «Memories» (Hopper)
7. «You Don't Remember» (Wyatt/Allen)
8. «She's Gone» (Ayers)
9. «I'd Rather Be With You» (Ayers)

## Personal
- Daevid Allen – guitarra
- Mike Ratledge – piano eléctrico, órgano Lowrey
- Kevin Ayers – bajo, voz
- Robert Wyatt – batería, voz

Adicional
- Hugh Hopper – compositor